# Yuki Fukushima

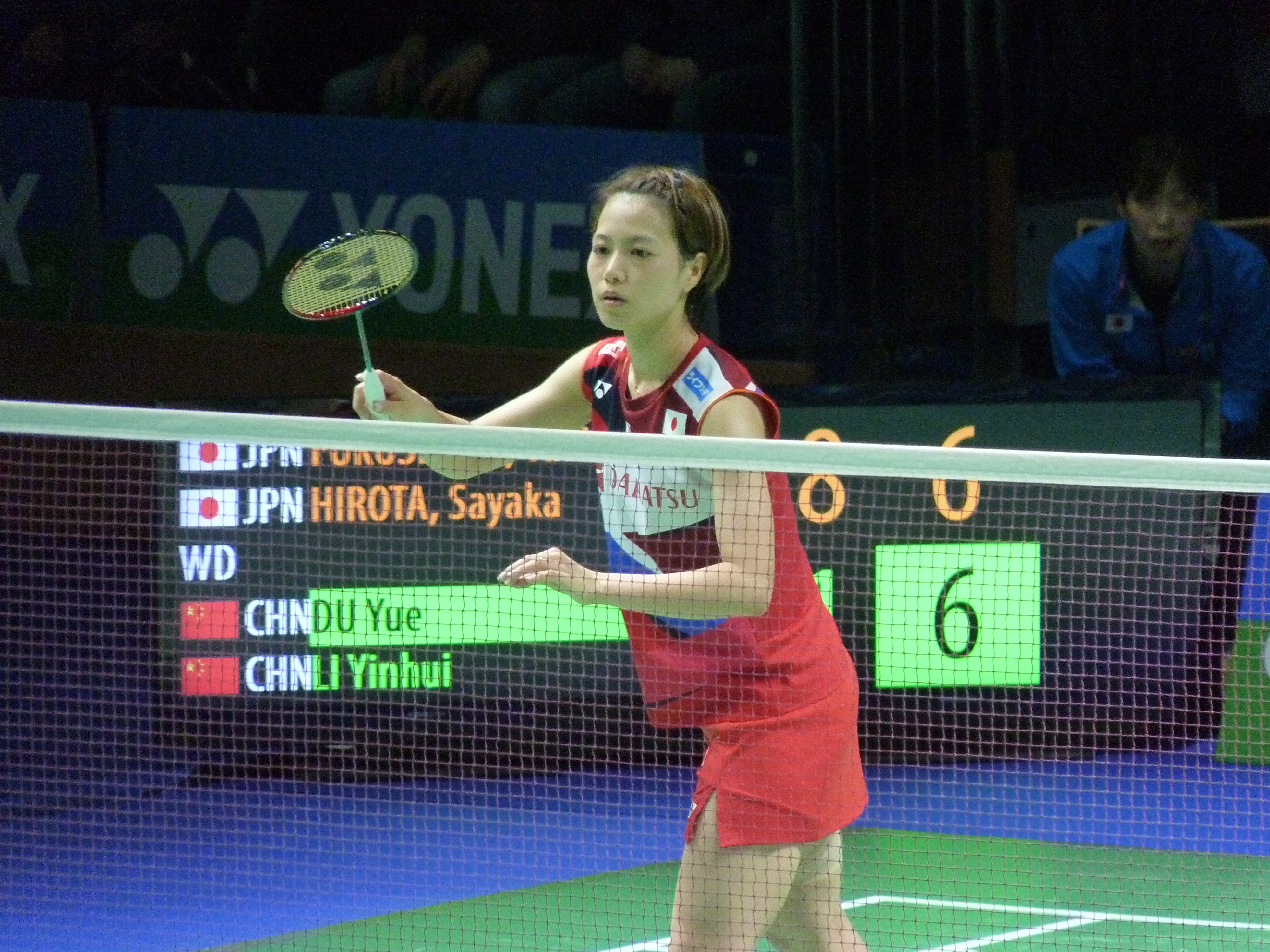
Yuki Fukushima, 2019

Yuki Fukushima (jap. 福島 由紀, Fukushima Yuki; * 6. Mai 1993 in Yatsushiro, Präfektur Kumamoto) ist eine japanische Badmintonspielerin.

## Karriere
Yuki Fukushima besuchte die Yamada-Oberschule in Aomori. Während dieser Zeit nahm sie an den Oberschulmeisterschaften (Inter-High) teil, wo sie 2010 im Einzel den zweiten Platz erreichte, sowie 2011 abermals und zudem das Doppel gewann. Bei den Juniorenmeisterschaften 2010 erreichte sie ebenfalls den zweiten Platz im Einzel und Doppel. Nach der Schule trat sie in das Unternehmen Renesas Semiconductor Kyūshū/Yamaguchi ein, eine Tochter von Renesas Electronics, und spielt seitdem für deren Werksmannschaft. 2012 erreichte sie das Viertelfinale der Allgemeinen Badminton-Meisterschaften.
Yuki Fukushima wurde bei der Badminton-Juniorenweltmeisterschaft 2011 Fünfte im Dameneinzel. Bei den Osaka International 2011 belegte sie Rang drei in der gleichen Disziplin. Ein Jahr später wurde sie Zweite im Damendoppel bei den Singapur International 2012. Weitere Starts folgten bei der Japan Super Series 2012 und den Macau Open 2012.